# Sculpture funéraire au Moyen Âge en Occident
 (novembre 2013).
Si vous disposez d'ouvrages ou d'articles de référence ou si vous connaissez des sites web de qualité traitant du thème abordé ici, merci de compléter l'article en donnant les références utiles à sa vérifiabilité et en les liant à la section « Notes et références ».
La sculpture funéraire au Moyen Âge en Occident passe par différentes phases. Pratique appartenant à l'ensemble des rites funéraires, puis art lorsqu'elle est poussée à son paroxysme, elle témoigne de la relation à la mort et elle quelquefois considérée comme l'une des marques du degré de spiritualité de cette civilisation.

## Évolution historique

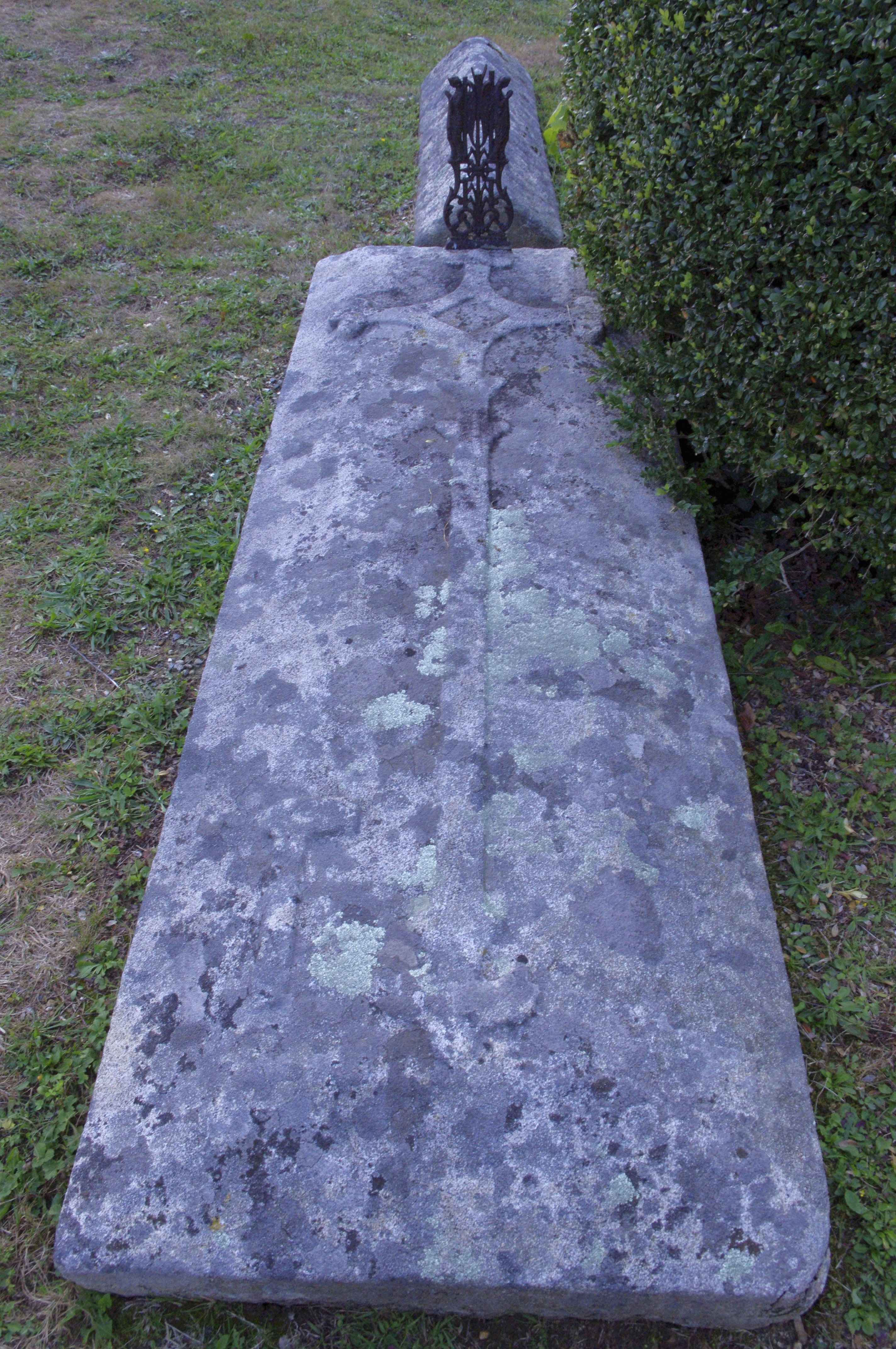
Pierre tombale du tisserand, cimetière du Chalard.

Raréfiée au début du Ve siècle alors que Rome pratiquait les inscriptions funéraires même pour les esclaves, elle disparait ensuite complètement, tant dans ses inscriptions que dans les portraits présents sur les stèles ou sarcophages, et avec elle la volonté de conserver la mémoire et l'identité du mort qui retourne à l'anonymat. Cette évolution résulterait d'une volonté de transférer à l'Église le sort du mort. Les XIe et XIIe siècles connaissent un renouveau important de cette pratique.
Une dalle va petit à petit remplacer la « traditionnelle » pierre tombale et le sarcophage.
L'historien de l'art sait peu de choses sur la sculpture funéraire populaire romane. Le cimetière des moines du Chalard constitue une exception avec ses pierres tombales du XIIe siècle qui recouvrent les tombes des moines. Taillées dans le granit, elles ont une forme architecturale d'église cruciforme bordée sur les côtés d'arcatures en plein cintre. Certaines dévoilent, par des attributs sculptés, l'activité du défunt : tombe du prieur, identifiable à la crosse et à l'étole, tombe du forgeron avec la tenaille, celle du bûcheron et sa hache, ou la navette du tisserand.
On a voulu alors intégrer le monument funéraire à l'architecture, ce qui a conduit à la représentation tridimensionnelle, plutôt que bidimensionnelle (comme dans les dalles tombales en mosaïque). Des dalles tombales sculptées vont apparaître (les premières au XIe siècle). Cela va jouer un rôle important dans l'art roman à son apogée et ensuite dans la période Gothique.
Mais le véritable passage du « pictural » à la « statuaire » se fait aux XIIe et XIIIe siècles ; le relief devient alors plus important et apparaissent des statues qui seraient presque capables de « se tenir debout ».
Il y avait deux problèmes à l'évolution du portrait en Mosaïque, en passant par le bas-relief et le haut-relief, et ainsi arriver à cette statuaire presque « vivante » : technique et esthétique, qui ont conduit à plusieurs solutions, dont celle de la tombe-autel (par exemple celle de Ferry de Beauvoir).

### Problème technique
Les dalles tombales étaient posées sur le sol (des églises notamment). On marchait donc dessus, mais, avec l'apparition du relief, il était fréquent de trébucher.
Une solution a consisté à remettre les dalles en deux dimensions, en faisant en sorte de rappeler les trois dimensions.
Une deuxième solution va être d'élever la statue au-dessus du niveau du sol, et ce de deux façons : soit une « Tumba » (ou « tombe-autel ») c'est-à-dire une statue encastrée dans un mur (enfeu) ; soit une « tombe-table », où la statue est placée sur des supports libres (comme des animaux par exemple) ou simplement des pieds.